# Catalogue of Galaxies and of Clusters of Galaxies
Der Catalogue of Galaxies and of Clusters of Galaxies, auch kurz Zwicky-Katalog, ist ein von Fritz Zwicky und Mitarbeitern zusammengestellter Katalog von Galaxien und Galaxienhaufen. Als Abkürzung für den Katalog und Bezeichner für seine Objekte finden sowohl CGCG als auch ZWG Verwendung.
Der Zwicky-Katalog entstand auf der Basis photographischer Himmelsaufnahmen. Insgesamt sind etwa 30.000 Galaxien und etwa 10.000 Galaxienhaufen enthalten. Zwischen 1961 und 1968 wurden von Zwicky am California Institute of Technology insgesamt sechs Bände des Katalogs veröffentlicht. Ziel war es, alle Galaxien heller als 15,5 Magnituden nördlich von 30° südlicher Breite sowie alle mitgliederreichen hellen Galaxienhaufen in diesem Gebiet zu erfassen. Für die Galaxien sind Positionen und Helligkeiten angegeben. Die Galaxienhaufen sind als offen, mittelkompakt bzw. kompakt klassifiziert. Mitgliederzahlen, Position, Ausdehnung und geschätzte Entfernung sind angegeben.